# Helmut Ranze
Helmut Ranze (* 1948 in Welver, Kreis Soest) ist internationaler Box-Sportfunktionär und ehemaliger deutscher Box-Bundestrainer.

## Karriere
Helmut Ranze lernte beim Boxring Hamm das Boxen und wurde mit 16 Jahren westfälischer Jugendmeister. Durch die Bundeswehr kam er nach Worms, übernahm dort 1972 die Boxstaffel der Turngemeinde 1846 Worms und wurde mit ihr 1979 Deutscher Vize-Mannschaftsmeister in der Jahrnturnhalle Worms der Turngemeinde 1846 Worms.
Ranze erwarb die notwendigen Trainerlizenzen und legte die Prüfung zum Diplom-Sportlehrer an der Deutschen Sporthochschule Köln mit Sehr gut ab. Danach führten ihn seine sportlichen Wege durch alle Kontinente.
Von 1977 bis 1980 war Ranze ehrenamtlicher Verbandstrainer im Südwestdeutschen Amateurboxverband (SWABV), von 1980 bis 1990 hauptamtlicher Bundestrainer am Bundesstützpunkt Worms/Mannheim. Bis 2008 war er leitender Sportdirektor im Deutschen Boxsport-Verband (DBV) und koordinierte als Cheftrainer die Arbeit der Bundestrainer.
2006 wurde er zum Vizepräsidenten der European Amateur Boxing Association (EABA) gewählt, heute European Boxing Confederation (EUBC). Ranze war danach stellvertretender Vorsitzender der Technischen Regelkommission im Weltverband Association Internationale de Boxe Amateure (AIBA).
Ranze ist Mitglied im Trainer-Beirat des Deutschen Olympischen Sportbundes und Vizepräsident im geschäftsführenden Vorstand des Olympiastützpunktes Rhein-Neckar. 2013 wurde Ranze zum kommissarischen Vorsitzenden der Technik- und Regelkommission der AIBA ernannt.
Der Weltverband der Amateurboxer (AIBA) ernannte im Mai 2015 den Boxsportfunktionär Ranze zum Supervisor für die Olympischen Sommerspiele im August 2016 in Brasilien.

## Erfolge
Seine größten Trainer-Erfolge waren:
- zwei Goldmedaillen  bei den Olympischen Sommerspielen 1992 in Barcelona
- zehn Medaillen bei den Boxweltmeisterschaften 1995 in Berlin.[5]

## Auszeichnungen
- Am 30. Juni 2009 überreichte der rheinland-pfälzische Ministerpräsident Kurt Beck das vom Bundespräsidenten verliehene Verdienstkreuz am Bande der Bundesrepublik Deutschland.[6]
- 2011 erhielt Ranze die Stadtsportmedaille der Stadt Worms in Silber.[7]
- Am 21. Dezember 2016 zeichnet die AIBA Helmut Ranze als besten Supervisor 2016 aus. ()